# Wojciech Załuski
Wojciech Załuski (Andrzejewo, 5 de abril de 1960) é um arcebispo católico polonês pertencente ao serviço diplomático da Santa Sé.

## Biografia
Recebeu a ordenação presbiteral em 1 de junho de 1985, na Catedral Basílica de São Miguel Arcanjo de Łomża, do bispo Juliusz Paetz, sendo incardinado na Diocese de Łomża.
É licenciado em direito canônico.
Tendo entrado no serviço diplomático da Santa Sé em 1 de julho de 1989, trabalhou nas nunciaturas apostólicas de Burundi, Malta, Albânia, Zâmbia, Sri Lanka, Geórgia, Ucrânia, Filipinas e Guatemala.
Em 15 de julho de 2014, foi nomeado pelo Papa Francisco como núncio apostólico no Burundi, recebendo a ordenação episcopal como arcebispo titular de Diocletiana em 9 de agosto seguinte, na Catedral Basílica de São Miguel Arcanjo de Łomża, das mãos de Pietro Parolin, Cardeal Secretário de Estado, coadjuvado por Janusz Bogusław Stepnowski, bispo de Łomża e por Miguel Maury Buendía, núncio apostólico no Cazaquistão, Tadjiquistão e Quirguistão.
Em 29 de setembro de 2020, foi transferido para as nunciaturas apostólicas da Malásia e Timor-Leste, além de ser nomeado delegado apostólico em Brunei.